# Hrușivka, Kovel
Hrușivka (în ucraineană Грушівка) este un sat în comuna Bilașiv din raionul Kovel, regiunea Volînia, Ucraina.

## Demografie
Componența lingvistică a localității Hrușivka
     Ucraineană (100%)
Conform recensământului din 2001, toată populația localității Hrușivka era vorbitoare de ucraineană (100%).